# La via dei giganti
La via dei giganti (Union Pacific) è un film del 1939 prodotto e diretto da Cecil B. DeMille. 

## Trama
Nel periodo immediatamente successivo alla Guerra di Secessione, il presidente Lincoln firma una legge per promuovere il collegamento ferroviario con la California attraverso le terre selvagge e poco abitate. Inizia così una competizione epica e spietata tra due compagnie ferroviarie, la Union Pacific e la Central Pacific, impegnate nella costruzione di una linea ferroviaria transcontinentale per unire gli Stati Uniti da est a ovest. Il loro obiettivo comune è raggiungere per primi la città di Ogden, nello Utah, ma le sfide non mancano: speculatori avidi, tensioni con le tribù di nativi americani e sabotaggi orchestrati da chi è disposto a tutto pur di ottenere un vantaggio. Asa Barrows, un banchiere disonesto, appoggia la Central Pacific con l’intenzione di arricchirsi ulteriormente. Per ostacolare i lavori della Union Pacific, assume Sid Campeau, un avventuriero senza scrupoli, che manipola gli operai con il gioco d’azzardo e l’alcol, mentre organizza sabotaggi e attacchi mirati. Jeff Butler, un ex ufficiale dell’esercito, viene incaricato di garantire ordine e sicurezza lungo la tratta della Union Pacific. Affiancato dai fedeli Fiesta e Leach, Jeff affronta non solo le minacce esterne ma anche la rivalità con Dick Allen (Robert Preston), un vecchio amico dai tempi dell’esercito, ora coinvolto nei piani di Campeau.
Entrambi gli uomini sono attratti da Mollie Monahan, figlia di un macchinista della Union Pacific, una giovane coraggiosa e determinata. Quando Dick, spinto da Campeau, ruba i fondi destinati agli operai, la situazione precipita. Mollie si ritrova divisa tra il sentimento per Dick e il rispetto per Jeff, finendo per aiutare il primo a fuggire. Tuttavia, la fuga viene interrotta da un attacco devastante dei nativi americani, che lascia vivi solo Mollie, Jeff e Dick. Mentre la Union Pacific prosegue la corsa contro il tempo per completare la ferrovia, i conflitti si intensificano. Dick, pentito, decide di redimersi denunciando i complotti di Barrows, ma il destino ha piani diversi. Durante uno scontro finale, Sid Campeau uccide accidentalmente Dick mentre tenta di colpire Jeff. Alla fine, con la posa dell’ultima rotaia che sancisce il successo della Union Pacific, Jeff e Mollie trovano finalmente il coraggio di confessare il loro amore, suggellando una vittoria che è sia personale che collettiva.

## Riconoscimenti
- 2002 - Festival di Cannes
  - Grand Prix du Festival

Il film avrebbe dovuto partecipare alla prima edizione del festivale di Cannes, prevista a settembre del 1939 poi annullata a causa della guerra. Nell'edizione del 2002 è stato deciso di organizzare una competizione parallela recuperando alcune pellicole previste per l'edizione mai realizzata e proprio questa pellicola venne premiata con il Grand Prix du Festival International du Film come miglior film. 
Tra i film in competizione vi erano: 
- Il mago di Oz (The Wizard of Oz) diretto da Victor Fleming
- Addio, Mr. Chips! (Goodbye, Mr. Chips) diretto da Sam Wood
- La legge del nord (La loi du nord) diretto da Jacques Feyder
- Lenin nel 1918 (Ленин в 1918 году) diretto da Michail Romm 
- Boefje diretto da Detlef Sierk
- Le quattro piume (The Four Feathers) diretto da Zoltán Korda